# Liste der Baudenkmale in Grabow (Lüchow (Wendland))
In der Liste der Baudenkmale in Grabow (Lüchow (Wendland)) sind die Baudenkmale des niedersächsischen Dorfes Grabow aufgelistet. Der Stand der Liste ist der 21. Oktober 2021. Dies ist ein Teil der Liste der Baudenkmale in Lüchow (Wendland). Die Quelle der  IDs und der Beschreibungen ist der Denkmalatlas Niedersachsen.

## Allgemein
In den Spalten befinden sich folgende Informationen:
- Lage: die Adresse des Baudenkmales und die geographischen Koordinaten. Kartenansicht, um Koordinaten zu setzen. In der Kartenansicht sind Baudenkmale ohne Koordinaten mit einem roten Marker dargestellt und können in der Karte gesetzt werden. Baudenkmale ohne Bild sind mit einem blauen Marker gekennzeichnet, Baudenkmale mit Bild mit einem grünen Marker.
- Bezeichnung: Bezeichnung des Baudenkmales
- Beschreibung: die Beschreibung des Baudenkmales. Unter § 3 Abs. 2 NDSchG werden Einzeldenkmale und unter § 3 Abs. 3 NDSchG Gruppen baulicher Anlagen und deren Bestandteile ausgewiesen.
- ID: die Objekt-ID des Baudenkmales
- Bild: ein Bild des Baudenkmales, ggf. zusätzlich mit einem Link zu weiteren Fotos des Baudenkmals im Medienarchiv Wikimedia Commons. Wenn man auf das Kamerasymbol klickt, können Fotos zu Baudenkmalen aus dieser Liste hochgeladen werden:

## Baudenkmale

### Gruppe baulicher Anlagen
| Lage                                         | Bezeichnung      | Beschreibung | ID       | Bild |
| -------------------------------------------- | ---------------- | --- | -------- | ---- |
| Am alten Hof 4 53° 0′ 35″ N, 11° 6′ 41″ O    | Bahnhof          | Der Bahnhof Grabow liegt zwischen Obergut (im Süden) und Untergut (im Norden) und am östlichen Ortstrand von Grabow. Die Anlage besteht aus einem Empfangsgebäude von 1911 sowie einem zeitgleich entstandenen zugehörigen Sanitärgebäude. Mit der Fertigstellung der Bahnstrecke Dannenberg–Lüchow mit dem Haltepunkt Grabow (Adresse: Am Alten Hof 4) im Jahr 1911 erfuhr das Dorf eine erhebliche bauliche Erweiterung nach Süden. | 30828179 | BW   |
| Klingelstraße 4–6 53° 0′ 37″ N, 11° 6′ 23″ O | Arbeitersiedlung | Südlich des Unterguts Grabow liegen drei langgestreckte Gebäude in Reihe, traufständig zur Klingelstraße. Es handelt sich um drei einfache Fachwerkbauten (ein größeres mittleres Gebäude und zwei kleinere Nebengebäude an den beiden Kopfenden), die als Arbeiterhäuser für Beschäftigte des Unterguts 1845 errichtet wurden. | 30828210 | BW   |
| Ringstraße 4 53° 0′ 35″ N, 11° 6′ 18″ O      | Hofanlage        | Die Hofanlage Ringstraße 4 besteht aus einem Wohn-/Wirtschaftsgebäude aus der Zeit um 1900 und einem rückwärtigen langgestreckten Stallgebäude, das 1888 errichtet wurde. | 39627177 | BW   |
| Ringstraße 12 53° 0′ 38″ N, 11° 6′ 9″ O      | Hofanlage        | Die Hofanlage Ringstraße 12 besteht aus einem großen 1844 errichteten Wohn-/Wirtschaftsgebäude aus Fachwerk, das giebelständig zur Straße Am Rott steht, sowie einem jüngeren Stallgebäude von 1893 aus Backstein, das giebelständig zur Ringstraße steht. | 30828189 | BW   |
| Untergut 53° 0′ 42″ N, 11° 6′ 26″ O          | Untergut Grabow  | Der Gutshof Untergut Grabow besteht aus einem Herrenhaus und einem Speicher des frühen 18. Jahrhunderts sowie einem großen, die Gebäude einfassenden Gutspark mit altem Baumbestand. | 30828242 | BW   |

### Einzelobjekte
| Lage                                       | Bezeichnung                                            | Beschreibung | ID       | Bild |
| ------------------------------------------ | ------------------------------------------------------ | --- | -------- | ---- |
| Am Alten Hof 4 53° 0′ 35″ N, 11° 6′ 41″ O  | Empfangsgebäude                                        | Zweigeschossiger Bau unter Mansardwalmdach in Hohlpfannen- und Biberschwanzdeckung; Erdgeschoss massiv in Backstein; Obergeschoss in Fachwerk. Errichtet 1910–11 als Empfangsgebäude des Bahnhofs Grabow. | 30871865 | BW   |
| Am Alten Hof 4 53° 0′ 36″ N, 11° 6′ 41″ O  | Nebengebäude                                           | Eingeschossiger Backsteinbau mit verputztem Fachwerkdrempel unter ziegelgedecktem Satteldach. Vorspringende Eckbauten unter quergestellten Satteldächern. Errichtet 1911 als Sanitärgebäude zum Bahnhof Grabow. | 38709325 | BW   |
| Am Obergut 9 53° 0′ 20″ N, 11° 7′ 6″ O     | Wohnhaus                                               | Eingeschossiges Fachwerkgebäude mit Backsteinausfachungen, unter ziegelgedecktem Halbwalmdach. Mittiger Zwerchgiebel an der westlichen Dachseite. Errichtet 1902 (i). | 30871961 | BW   |
| Am Obergut 14 53° 0′ 15″ N, 11° 7′ 9″ O    | Herrenhaus                                             | Zweigeschossiges, symmetrisch gegliedertes Wohnhaus unter Walmdach in Hohlpfannendeckung; massives Erdgeschoss; Obergeschoss in Fachwerk mit Backsteinausfachung; ausgebautes Dachgeschoss; allseitige Dachaufbauten. Errichtet 1912-1913.                                                                                  | 30871809 | BW   |
| Am Rott 6 53° 0′ 35″ N, 11° 6′ 10″ O       | Wohn-/ Wirtschaftsgebäude, straßenseitiger Baumbestand | Giebelständiges Vierständerhaus in Fachwerk mit Backsteinausfachung, unter Satteldach in Hohlpfannendeckung. Wirtschaftsgiebel in Gitterfachwerk mit leicht vorkragendem Haupt- und Kehlbalken. Im Giebeldreieck Lüftungsöffnungen in Zierform, Firstschmuck. Errichtet 1844 (i).                                           | 30871772 | BW   |
| Am Rott 9 53° 0′ 39″ N, 11° 6′ 8″ O        | Wohn-/ Wirtschaftsgebäude                              | Giebelständig zur Straße ausgerichtetes Vierständerhaus in Fachwerk mit Backsteinausfachung, unter Satteldach in Ziegeldeckung; völlig zu Wohnzwecken ausgebaut. Giebeldreieck in Gitterfachwerk. Errichtet 1844 (i). | 30871730 | BW   |
| Am Rott 12 53° 0′ 41″ N, 11° 6′ 5″ O       | Wohn-/ Wirtschaftsgebäude                              | Giebelständiges Vierständerhaus in Fachwerk mit Backsteinausfachung, unter Satteldach. Wirtschaftsgiebel völlig spiegelsymmetrisch in engmaschigem Gitterfachwerk mit leicht vorkragendem Haupt-, Kehl- und Hahnenbalken. Firstschmuck. Im Giebeldreieck Lüftungsöffnungen in Zierform. Errichtet 1844 (i).                 | 30871691 | BW   |
| Am Rott 15 53° 0′ 42″ N, 11° 6′ 5″ O       | Scheune                                                | Giebelständige Längsscheune in Fachwerk mit Backsteinausfachung, unter Satteldach; ausmittige Längsdiele. Errichtet 1849 (i). | 30871673 | BW   |
| Am Rott 17 53° 0′ 44″ N, 11° 6′ 2″ O       | Wohn-/ Wirtschaftsgebäude                              | Giebelständiges Vierständerhaus in Fachwerk mit Backsteinausfachung, unter Satteldach. Wirtschaftsgiebel in engmaschigem Gitterfachwerk; im Giebeldreieck Lüftungsöffnungen in Zierform; Giebelschmuck. Errichtet 1845 (i).                                                                                                 | 30871655 | BW   |
| Kringelstraße 4 53° 0′ 37″ N, 11° 6′ 22″ O | Wohnhaus                                               | Eingeschossiger Fachwerkbau mit Backsteinausfachung, unter Satteldach in Hohlpfannendeckung mit einseitigem Halbwalm; eingeschossiges Nebengebäude am Südwestgiebel; zusammen mit den angebauten Häusern Nr. 5 und Nr. 6 1845 als Landarbeiterwohnhaus des Gutes errichtet.                                                 | 30871636 | BW   |
| Kringelstraße 5 53° 0′ 37″ N, 11° 6′ 22″ O | Wohnhaus                                               | Eingeschossiger Fachwerkbau mit Backsteinausfachung, unter Satteldach in Hohlpfannendeckung; zusammen mit den angebauten Häusern Nr. 4 und Nr. 6 1845 als Landarbeiterwohnhaus des Gutes errichtet. | 30871617 | BW   |
| Kringelstraße 6 53° 0′ 37″ N, 11° 6′ 22″ O | Wohnhaus                                               | Zweigeschossiger Fachwerkbau mit Backsteinausfachung; unter Satteldach in Hohlpfannendeckung mit einseitigem Halbwalm; eingeschossiges Nebengebäude am Nordostgiebel; zusammen mit den angebauten Häusern Nr. 4 und Nr. 5 1845 als Landarbeiterhaus des Gutes errichtet.                                                    | 30871598 | BW   |
| Ringstraße 3 53° 0′ 34″ N, 11° 6′ 18″ O    | Wohn-/ Wirtschaftsgebäude                              | Kleines Querdielenhaus, traufständig zur Ringstraße. Errichtet in Fachwerk mit Backsteinausfachung; unter Satteldach in Hohlpfannendeckung. Erbaut als kleine Brinksitzerstelle Anfang des 19. Jahrhunderts. | 30871141 | BW   |
| Ringstraße 4 53° 0′ 35″ N, 11° 6′ 17″ O    | Wohn-/ Wirtschaftsgebäude                              | Vierständerhaus in Fachwerk mit Backsteinausfachung, unter ziegelgedecktem Satteldach. Umlaufender Drempel; Zwerchhaus zur Ringstraße. Errichtet um 1890. | 38709438 | BW   |
| Ringstraße 4 53° 0′ 35″ N, 11° 6′ 18″ O    | Stall                                                  | Langgestreckter Fachwerkbau mit Backsteinausfachung, unter hohlpfannengedecktem Satteldach. Aufzugserker in der Westfassade. Errichtet 1888 (i). | 38709453 | BW   |
| Ringstraße 9 53° 0′ 39″ N, 11° 6′ 11″ O    | Wohn-/ Wirtschaftsgebäude                              | Giebelständiges Vierständerhaus in Fachwerk mit Backsteinausfachung; unter Satteldach in Ziegeldeckung. Errichtet 1844 (i). | 30873075 | BW   |
| Ringstraße 12 53° 0′ 38″ N, 11° 6′ 9″ O    | Wohn-/ Wirtschaftsgebäude                              | Vierständerhaus in Fachwerk mit Backsteinausfachung, unter Satteldach in Ziegeldeckung. Errichtung 1844 (i). | 30871751 | BW   |
| Ringstraße 12 53° 0′ 39″ N, 11° 6′ 10″ O   | Stall                                                  | Quer ans Haupthaus angebauter Backsteinbau unter hohlpfannengedecktem Satteldach, Zwerchhaus (Aufzugserker) in der Ostfassade. Errichtet 1893 (i). | 39602415 | BW   |
| Untergut 1 53° 0′ 41″ N, 11° 6′ 24″ O      | Herrenhaus des Untergutes Grabow                       | Zweigeschossiger Fachwerkbau mit geschlämmten Backsteinausfachungen auf massivem Kellersockel unter Halbwalmdach in Hohlpfannendeckung. Mittiges Zwerchhaus nach Süden; massiver Eingangsvorbau unter hohem Dreiecksgiebel und vorgelegte Vorfahrt mittig nach Norden. Errichtet 1704 (i) mit wesentlicher Umbauphase 1913. | 30871559 | BW   |
| Untergut 53° 0′ 42″ N, 11° 6′ 27″ O        | Speicher                                               | Zweigeschossiger Fachwerkbau mit Backsteinausfachungen und teilweise Lehmstakung unter Walmdach in Hohlpfannendeckung. Kleines Zwerchhaus mit Ladeluke ausmittig im östlichen Walm. Errichtet 1704 (i). | 30871521 | BW   |
| Zum Knick 4 53° 0′ 33″ N, 11° 6′ 21″ O     | Wohn-/ Wirtschaftsgebäude                              | Eingeschossiges Querdielenhaus in Fachwerk mit Backsteinausfachung, unter Satteldach in Ziegeldeckung; Querdiele ausmittig links in der nördlichen Fassade; großes Zwerchhaus ausmittig rechts in der nördlichen Dachfläche. Errichtet 1911 (i).                                                                            | 30871503 | BW   |

### Ehem. Baudenkmale
| Lage                                      | Bezeichnung               | Beschreibung                                                                           | ID | Bild |
| ----------------------------------------- | ------------------------- | -------------------------------------------------------------------------------------- | -- | ---- |
| Am Obergut 11a 53° 0′ 22″ N, 11° 7′ 12″ O | Wohnhaus                  |                                                                                        |    | BW   |
| Am Rott 2 53° 0′ 32″ N, 11° 6′ 15″ O      | Wohnhaus                  |                                                                                        |    | BW   |
| Am Rott 9 53° 0′ 40″ N, 11° 6′ 8″ O       | Hofanlage                 |                                                                                        |    | BW   |
| Am Rott 10 53° 0′ 36″ N, 11° 6′ 8″ O      | Hofanlage mit Baumbestand |                                                                                        |    | BW   |
| Am Rott 10 53° 0′ 36″ N, 11° 6′ 8″ O      | Wohn-/ Wirtschaftsgebäude |                                                                                        |    | BW   |
| Am Rott 10 53° 0′ 36″ N, 11° 6′ 8″ O      | Scheune                   |                                                                                        |    | BW   |
| Ringstraße 1 53° 0′ 35″ N, 11° 6′ 15″ O   | Scheune                   |                                                                                        |    | BW   |
| 53° 0′ 41″ N, 11° 6′ 24″ O                | Obergut Grabow            | Denkmalgeschützt ist die ehemalige Wasserburg mit Wall-, Graben- und Mauerwerksresten. |    | BW   |